# Ghiaia

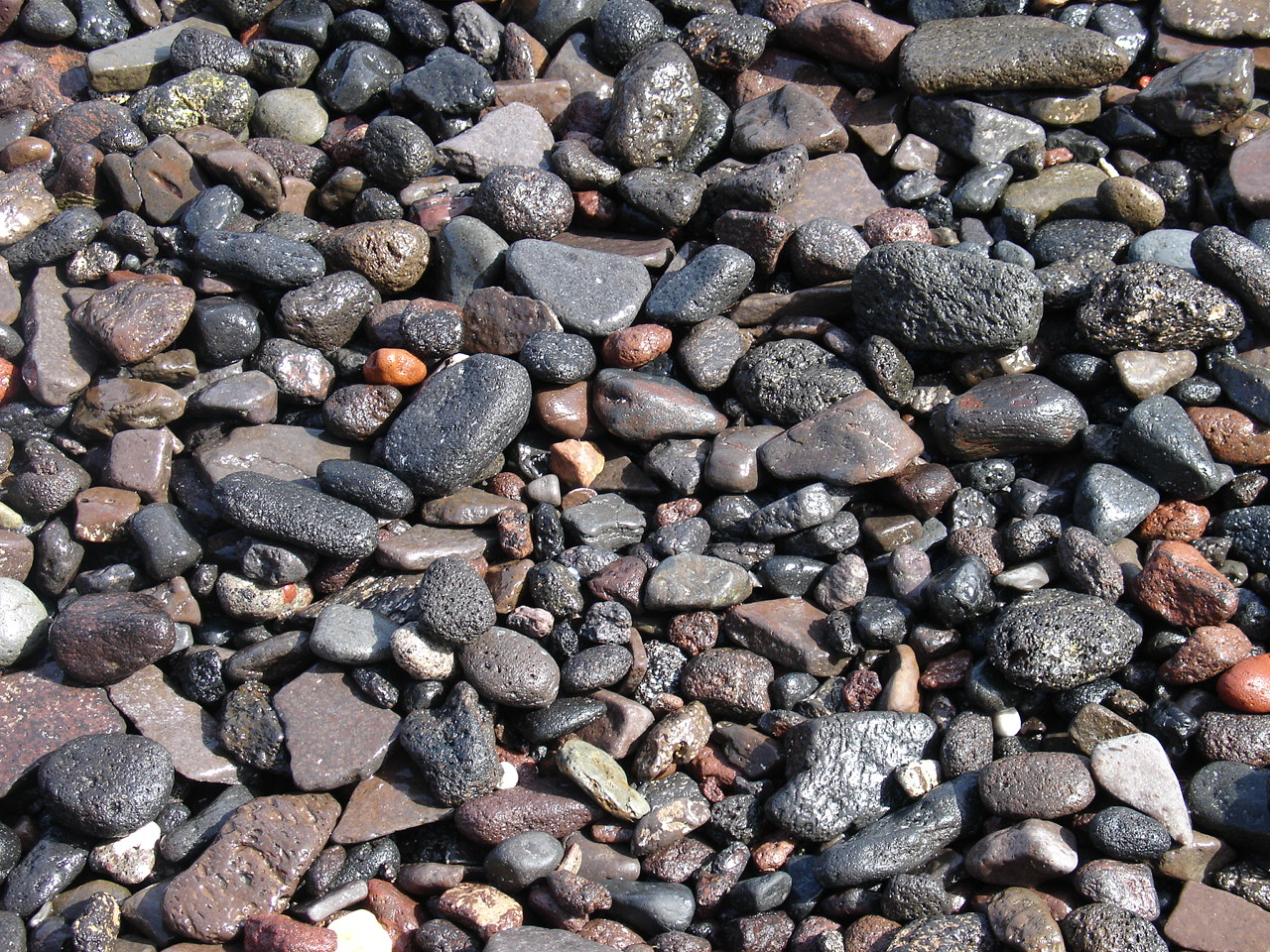
Ghiaia in ciottoli di origine marina (Santorini).

La ghiaia è quel tipo di materiale inerte, non friabile, non idrosolubile (come invece è, ad esempio, il gesso), che, provenendo dalla frantumazione di roccia compatta per azione naturale, ha subìto un'ulteriore azione meccanica abrasiva da parte di acqua e ghiaccio, con conseguente arrotondamento degli spigoli e dei bordi (ciottolo). In mancanza di questa azione abrasiva, si hanno spigoli acuti, ed il materiale si denomina pietrisco. Per come avviene la formazione della ghiaia, essa presenta una buona resistenza al gelo e a compressione.

## Descrizione
A seconda della dimensione dei granuli, la ghiaia si distingue in piccola, media o grossa:

- Ghiaia fine: i frammenti hanno dimensioni di 4 – 8 mm
- Ghiaia media: i frammenti hanno dimensioni di 8 – 20 mm
- Ghiaia grossa o ghiaia ordinaria: i frammenti hanno dimensioni di 20 - 31,5 mm
- Ghiaia grossolana: i frammenti hanno dimensioni di 31,5 – 63 mm

In montagna si origina a partire da processi di erosione e spesso dà vita a ghiaioni o brecciai.
Tali materiali possono essere impiegati per opere di riempimento, per la preparazione del calcestruzzo (composto da ghiaia, sabbia e cemento, mescolati con acqua in proporzioni ben precise a seconda del tipo di conglomerato prodotto) o del conglomerato bituminoso. Come sottofondo per la realizzazione delle pavimentazioni stradali si preferisce il pietrisco.